# Manengombo
Manengombo est un village du Cameroun, situé dans la commune d'Akoeman, le département du Nyong-et-So'o et la région du Centre.

## Population
En 1963, Manengombo comptait 250 habitants, principalement des Bané.
Lors du recensement de 2005, on y a dénombré 284 personnes.